# 伊日·什莱格尔
伊日·什莱格尔（捷克語：Jiří Šlégr，1971年5月30日—），捷克男子冰球运动员。他曾代表捷克斯洛伐克、捷克参加1992年和1998年冬季奥林匹克运动会冰球比赛，获得一枚金牌和一枚铜牌。